# Mierzynów
Mierzynów [pronunciación en polaco: /mjɛˈʐɨnuf/] es un pueblo ubicado en el distrito administrativo de Gmina Rusiec, dentro del condado de Bełchatów, voivodato de Łódź, en el centro de Polonia. Se encuentra a unos 6 kilómetros al oeste de Rusiec, a 33 kilómetros al oeste de Bełchatów, y a 65 kilómetros al suroeste de la capital regional Łódź.